# Bahram V
Bahrām V anche noto come Bahrām Gūr (in persiano بهرام گور‎; 406 – 438) fu il quindicesimo sovrano sasanide di Persia (420-438).

## Biografia
Bahram era figlio di Yazdgard I e di Soshandukht, figlia dell'esilarca. Alla morte (forse per assassinio) del padre, gli succedette al trono, sconfiggendo la concorrenza (tra cui il fratello Sapore) con l'aiuto di al-Mundhir I, della dinastia araba lakhmide di al-Hira.

### Campagna contro l'Impero romano d'Oriente
Appena salito al trono, continuò la persecuzione contro i cristiani iniziata dal padre dopo il tentativo del vescovo di Ctesifonte di bruciare il tempio del Grande Fuoco della capitale sasanide. Questa persecuzione, che portò alla morte di Giacomo Interciso, fu il casus belli dell'offensiva dell'Impero romano d'Oriente (421).
L'imperatore Teodosio II inviò infatti un forte contingente militare in Armenia, da sempre contesa dalle due potenze confinati, al comando del magister militum praesentalis Ardaburio, il quale sconfisse il comandante persiano Narsehi e procedette al saccheggio della provincia dell'Arzanene e all'assedio della fortezza frontaliera di Nisibis. Narsehi, rinchiuso nella città, mandò un'ambasciata, chiedendo ad Ardaburio una tregua che però il generale romano rifiutò. Ottenuto dei rinforzi, Ardaburio entrò nella Mesopotamia sasanide.
Bahram, vista in pericolo la prestigiosa e fondamentale fortezza di Nisibis, decise di guidare personalmente l'esercito sasanide. Giunto a Nisibis, venne messo in difficoltà dalla defezione improvvisa dei suoi alleati Arabi comandati da al-Mundhir I, ma la supremazia numerica sasanide e la presenza degli elefanti impaurirono i Romani: Ardaburio ordinò di levare l'assedio, bruciare l'artiglieria e ritirarsi. Bahram mise sotto assedio Teodosiopoli e si mosse verso Resaena, dove sarebbe stato fermato da Procopio ed Areobindo: nel frattempo Ardaburio sconfisse un forte contingente sasanide. Bahram decise di chiedere la pace, ma prima tentò un colpo di mano, ordinando alla sua guardia personale, gli Immortali, di attaccare il campo romano: venuto a conoscenza dell'attacco a sorpresa, Ardaburio riuscì a neutralizzarlo e ad imporre la pace al sovrano sasanide (423).

### Sistemazione dell'Armenia
La situazione armena tenne occupato Bahram subito dopo la stipula della pace con i Romani. L'Armenia era stata senza un re da quando il trono era stato abbandonato dal fratello di Bahram, Sapore, nel 418, quando si recò in patria a morire mentre cercava di garantirsi la successione.
Bahrām decise di mettere sul trono armeno un discendente degli Arsacidi e la sua scelta ricadde su Artases, figlio del re armeno Varahran-Sapore, che salì al trono col nome di Artaserse. Artaserse non riscosse il gradimento della nobiltà armena, che chiese al sovrano sasanide di deporlo e di annettere l'Armenia al dominio sasanide; malgrado l'opposizione del patriarca armeno Isacco, che avrebbe preferito un sovrano cristiano al di là delle sue capacità di governo Bahram procedette all'annessione, nominando un governatore persiano per l'Armenia in sostituzione di Artaserse.

### Campagna contro gli Unni bianchi
Durante l'ultima parte del regno di Bahrām, la Persia fu invasa da nord-est dagli Unni bianchi, che devastarono l'Iran settentrionale sotto il comando del loro Gran Khan: attraversati gli Elburz giunsero in Khorasan, avanzando fino all'antica città di Rey (oggi suburbio di Teheran).
Bahrām non era preparato ad affrontare la minaccia da oriente e fece dunque un'offerta di pace che venne accettata dal Khan, ma poi, attraversati il Mazandaran, l'Ircania e passata la città di Nīshāpūr con marce notturne, sorprese gli Unni massacrandone molti, uccidendo il Khan e catturandone la moglie in ostaggio. Gli Unni in ritirata vennero poi intercettati e massacrati nei pressi del fiume Oxus, mentre uno dei generali di Bahrām continuò il suo inseguimento fin dentro il territorio degli Unni.
La riproduzione per secoli del suo ritratto sulla monetazione del Bukhara, nel moderno Uzbekistan, è considerata una prova della sua vittoria sugli Unni.

## Influenze

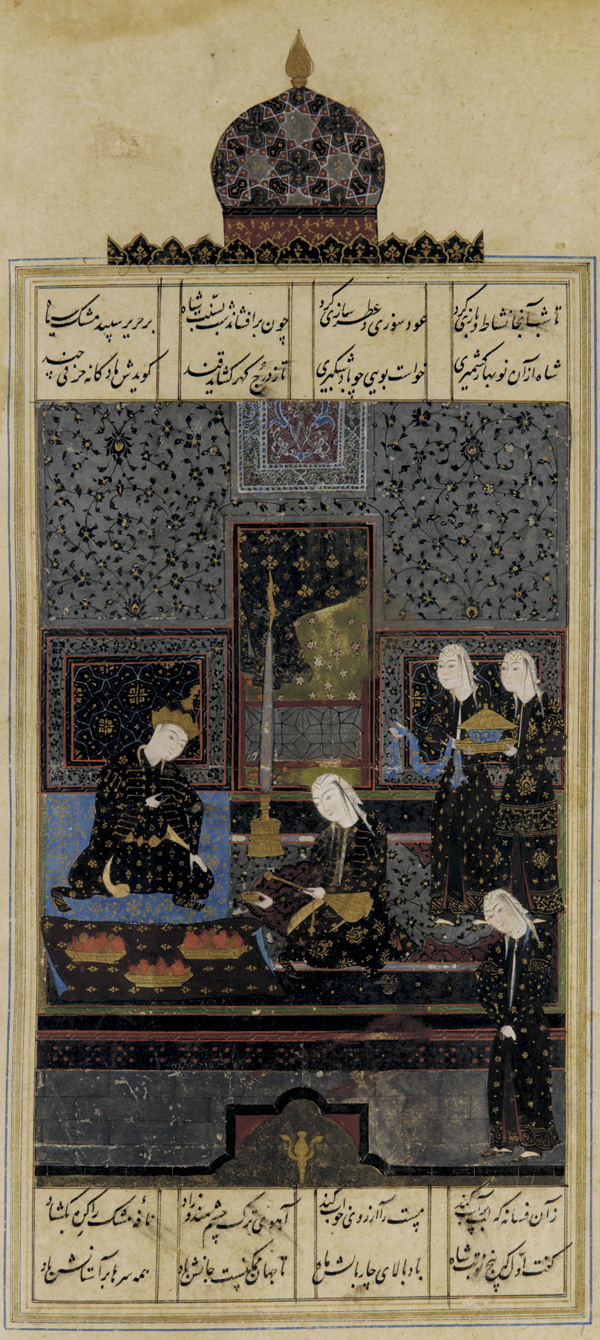
Bahram Gur è un personaggio popolare della poesia e letteratura persiana; qui è raffigurato in una illustrazione (Bahram e la principessa indiana nel padiglione nero) del khamsa (quintetto) del poeta persiano Nezami, metà del XVI secolo, era safavide.

Bahram V ha lasciato una ricca e colorita eredità culturale, conservatasi sino all'epoca contemporanea: la sua fama è infatti sopravvissuta all'annichilimento dello Zoroastrismo e alle campagne anti-iraniche degli Omayyadi e dei Mongoli. Il suo personaggio è stato soggetto preferito di molti scrittori, che hanno ricamato molte leggende e fiabe intorno a questo sovrano sasanide; molte di queste storie fanno parte integrante dei miti islamici.
Nella tradizione persiana è protagonista di molte storie che ne esaltano la bellezza e il valore, cantandone le vittorie sui Romani, sui Turchi, sugli Indiani e sugli Africani, celebrando le sue avventure amorose e di caccia: persino il suo nome, Bahram Gur ("emione") testimonia la sua passione per la caccia, in particolare agli emioni. Una leggenda, non confermata da fonti storiche, racconta che, in cambio del suo sostegno nella guerra contro la Cina, un sovrano indiano lo fece signore delle province di Makran e Sind: questa alleanza sarebbe stata rafforzata da un matrimonio con una principessa indiana e sarebbe stata l'occasione per l'invio in Persia di alcuni musicisti, da cui sarebbero discesi i Lur. Nel Punjab è attestata una leggenda su Bahramgur, che pare sia stata ispirata proprio da Bahram.

## Monetazione
La monetazione di Bahram V è caratterizzata per la rozzezza delle incisioni e per l'elevato numero di zecche in attività. I segni di zecca permettono di identificare monete provenienti da Ctesifonte, Ecbatana, Ispahan, Arbela, Ledan, Nehavend, Assyria, Khuzistan, Media e Kerman (o Carmania).
Il sovrano è raffigurato sul dritto con un copricapo composto da una corona murale sul davanti e sul di dietro e decorata in mezzo con due componenti staccati, una mezza luna crescente e un disco solare, sicuramente in riferimento agli dei del sole e della luna. Il rovescio presenta il consueto altare di fuoco, con due attendenti vicino e la testa del sovrano che compare sopra le fiamme.